# Dalton (Israel)
Dalton (hebreo: דַּלְתּוֹן) es un moshav cerca de Safed en el norte de Israel bajo la jurisdicción del Consejo Regional Merom HaGalil. Fue fundado por inmigrantes tripolitanos de Libia en 1950 bajo el mando de Hapoel Hamizrachi. Sobre las tierras del moshav hay una tumba donde se cree fueron enterrados el Rabino Yosi Haglili y su hijo Yishmael. La economía está basada en la agricultura, la bodega de Dalton y una pensión.

## Historia
Dalton es mencionado en la literatura medieval y en documentos descubiertos en los manuscritos de El Cairo Geniza. En el Geniza hay una parte de una carta enviada desde Dalton a Egipto que está firmada por " Shlomo HaKohen de la ciudad de Dalton, hijo de Yosef. " También se escribe que el cuerpo del hombre sabio Eliyahu HaKohen (fallecido en Tiro en 1963) fue llevado por todo Israel a una montaña de galileo, en Dalton. Según tradición local, el Rabino Yosi HaGlili y su hijo Yishmael fueron enterrados en Dalton. Los redactores del libro hebreo " Sitios Santos y Tumbas de Hombres Honrados en la Tierra de Israel" creían que el hijo de Yosi Haglili es realmente el Rabino El'azar, de la cuarta generación de rabinos Tanna, y no Rabino Yishma'el. El error al parecer proviene del hecho que había también un Tanna llamado Yishmael Ben Yose, pero él era una quinta generación Tanna y no era el hijo de Rabino Yose Haglili, sino más bien de Rabino Yose Ben Chalafta. El rabino Yosi Haglili era Tanna de la tercera generación al principio del siglo II CE y era uno de los eruditos Yavne. Él fue designado conducir a los cuatro mayores que condujeron la escuela judía: Rabino Tarfon, Rabino Eliezer, Rabino Elazar Ben Azarya Rabino Akiva.

## Arqueología
Una ruina fuera del moshav es lo que queda de la vieja sinagoga. Más tarde un pilar de mármol fue encontrado en la sinagoga con una inscripción Aramea que incluye el texto encontrado en otras sinagogas contemporáneas. Aproximadamente se traduce como " la regla del mundo recuerdan para siempre"

En junio de 2006, una excavación de salvamento fue conducida cerca del Moshav Dalton antes de la construcción de una antena de comunicaciones. La excavación fue realizada por la Autoridad de Antigüedades de Israel. El sitio, aproximadamente 500 noreste del moshav y 50 m al oeste del cementerio local, está situado sobre una subida en el pie de Mt. Dalton, que pasa por alto el moshav. Esta área de Galilea es notoria por sus numerosos sitios santos y destinos de peregrinación, entre ellos las tumbas de Rabino Yossi Ha-Galili y el Rabino Yishma'el Ben Yossi, que según la leyenda era el hijo del Rabino Yossi Ha-Galili . La excavación del área está sobre el borde del pueblo árabe abandonado de Dalata. Exploraciones más tempranas levantaron los restos de una tardía sinagoga romana de período Bizantino cuya posición exacta es desconocida. Durante la Edad Media, Dalata, así como los pueblos cercanos de Alma y Baram, eran un destino para peregrinos judíos. Dalata fue mencionado en la literatura de peregrinación y una carta descubierta en El Cairo Geniza.

## Geología
Cerca del estanque de Dalton existe una larga depresión rodeada por rocas basálticas que parecen ser de una explosión secundaria del tipo encontrada sobre las cuestas de una montaña volcánica. La ceniza volcánica a veces expulsada en erupciones cubre un área del agua permanente, creando explosiones secundarias y flujos.

## Bodega de Dalton
La bodega de Dalton fue fundada en 1995 por la familia Hanuri cuando vino de Inglaterra a establecerse en Israel. Los viñedos de los que se nutre (Kerem Ben Zimra) están situados en una meseta volcánica a una altitud de 800 - 900 metros del nivel del mar. Favorecen un clima ideal para la producción de vinos, y de ahí proviene la calidad de los vinos Dalton.
Inicialmente producía 20.000 botellas al año pero ahora produce 880,000 botellas anualmente, incluyendo cabernet sauvignon, merlot, sauvignon blanc chardonnay.
La bodega ha tenido un gran impacto turístico, atrayendo visitantes a la zona de la Alta Galilea.